# Handstempel

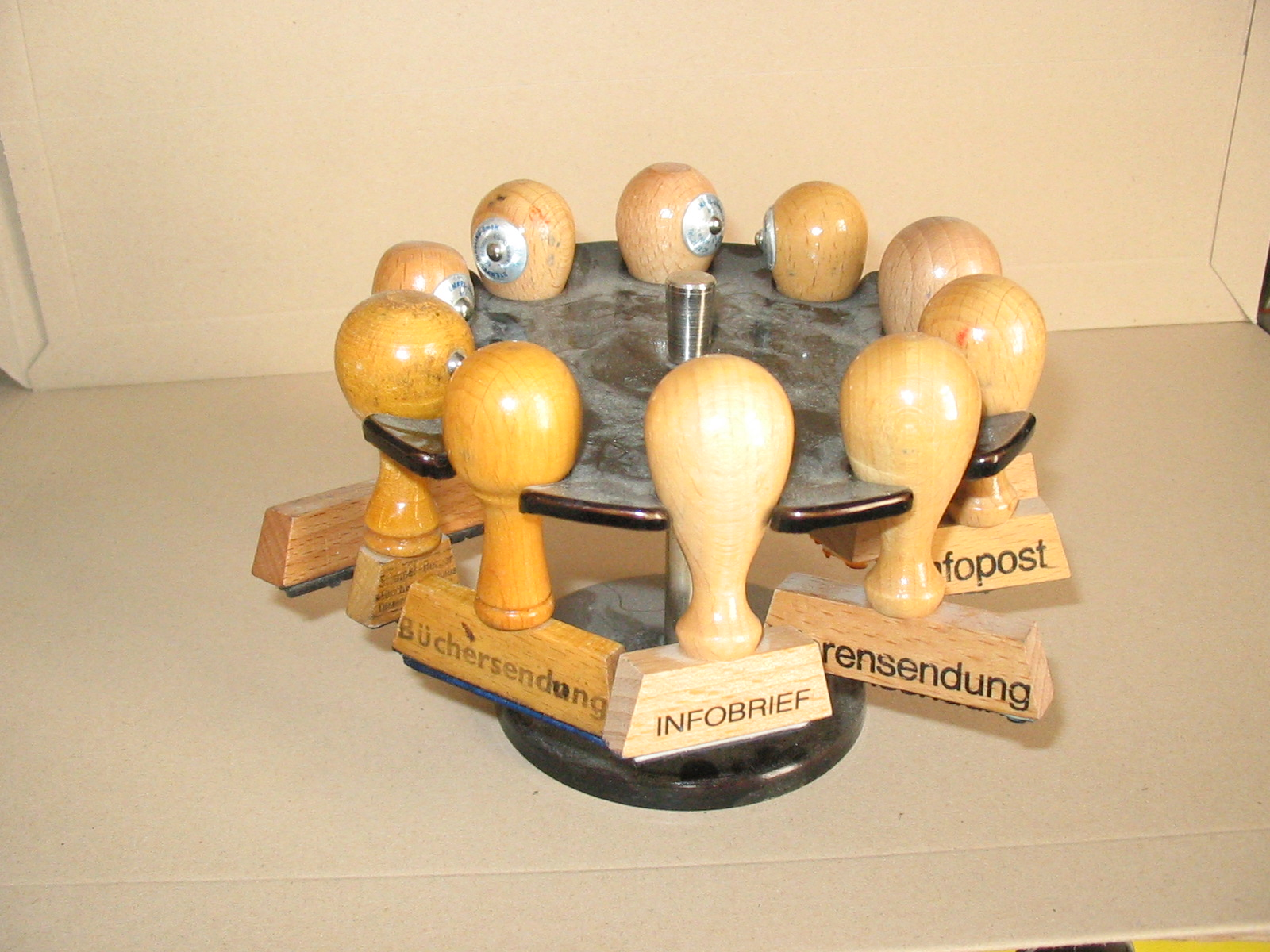
Een carrousel met handstempels

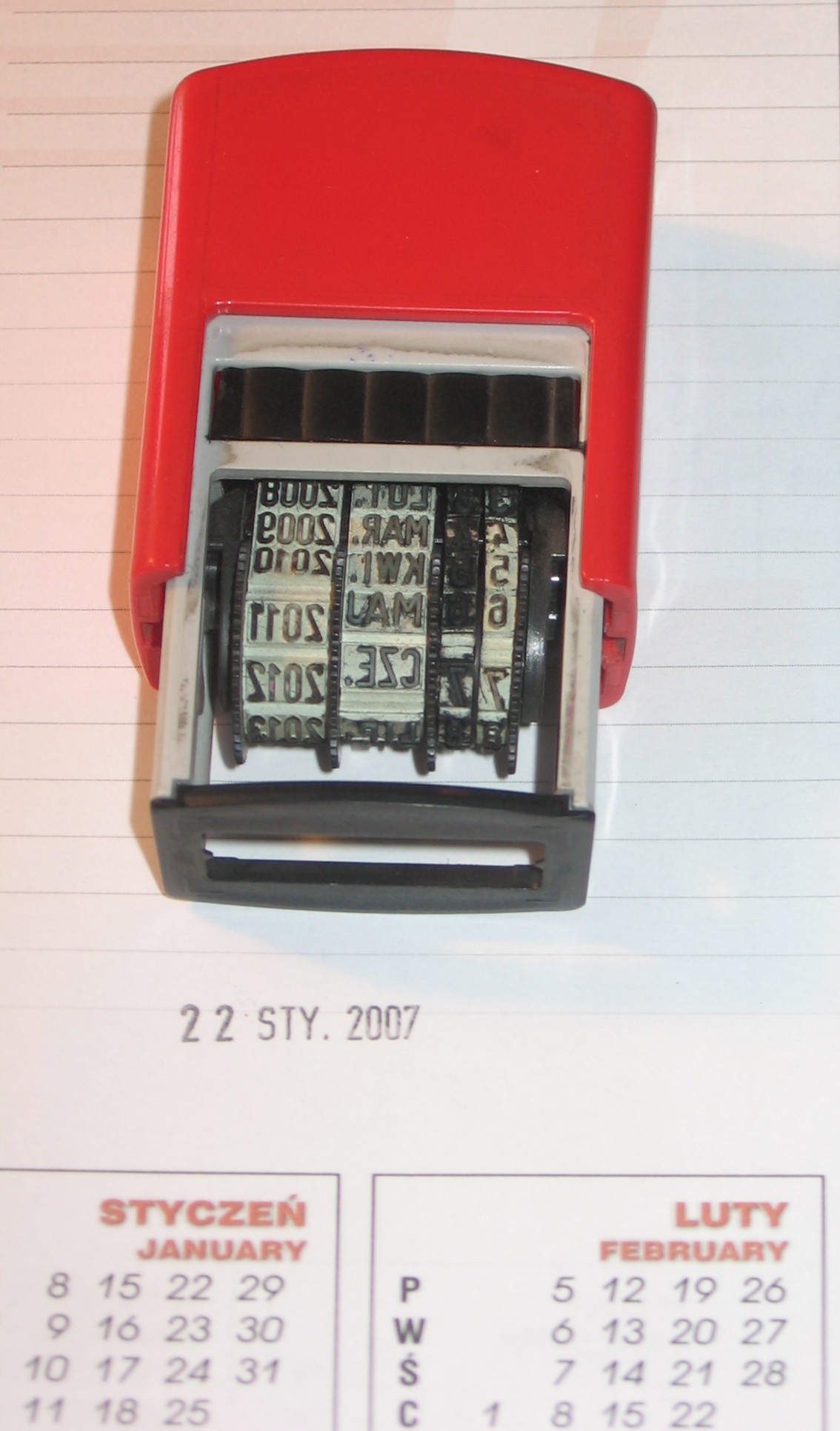
Een datumstempel

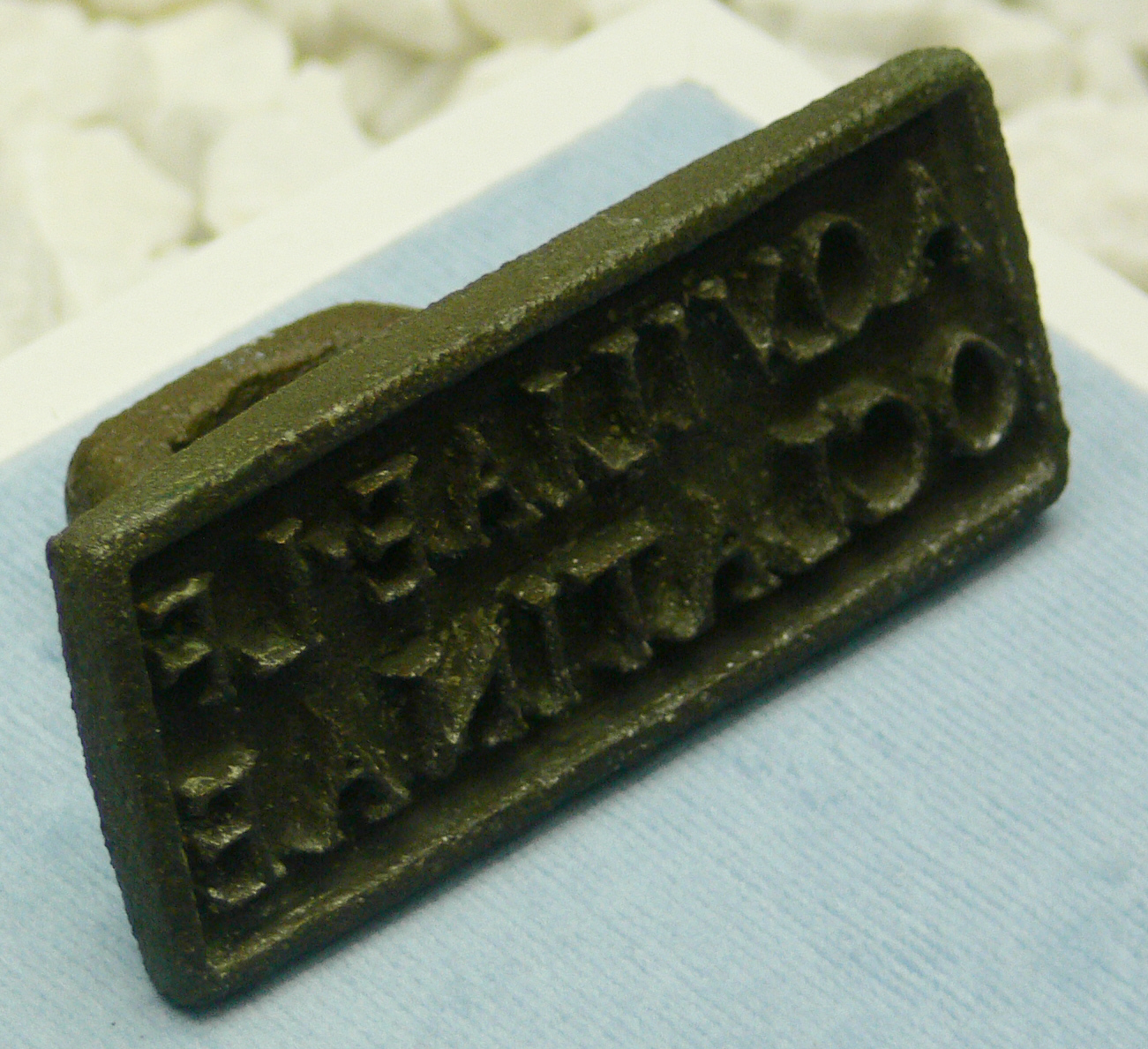
Een antieke stempel: "(Eigendom van) Aquillia Oclatina"

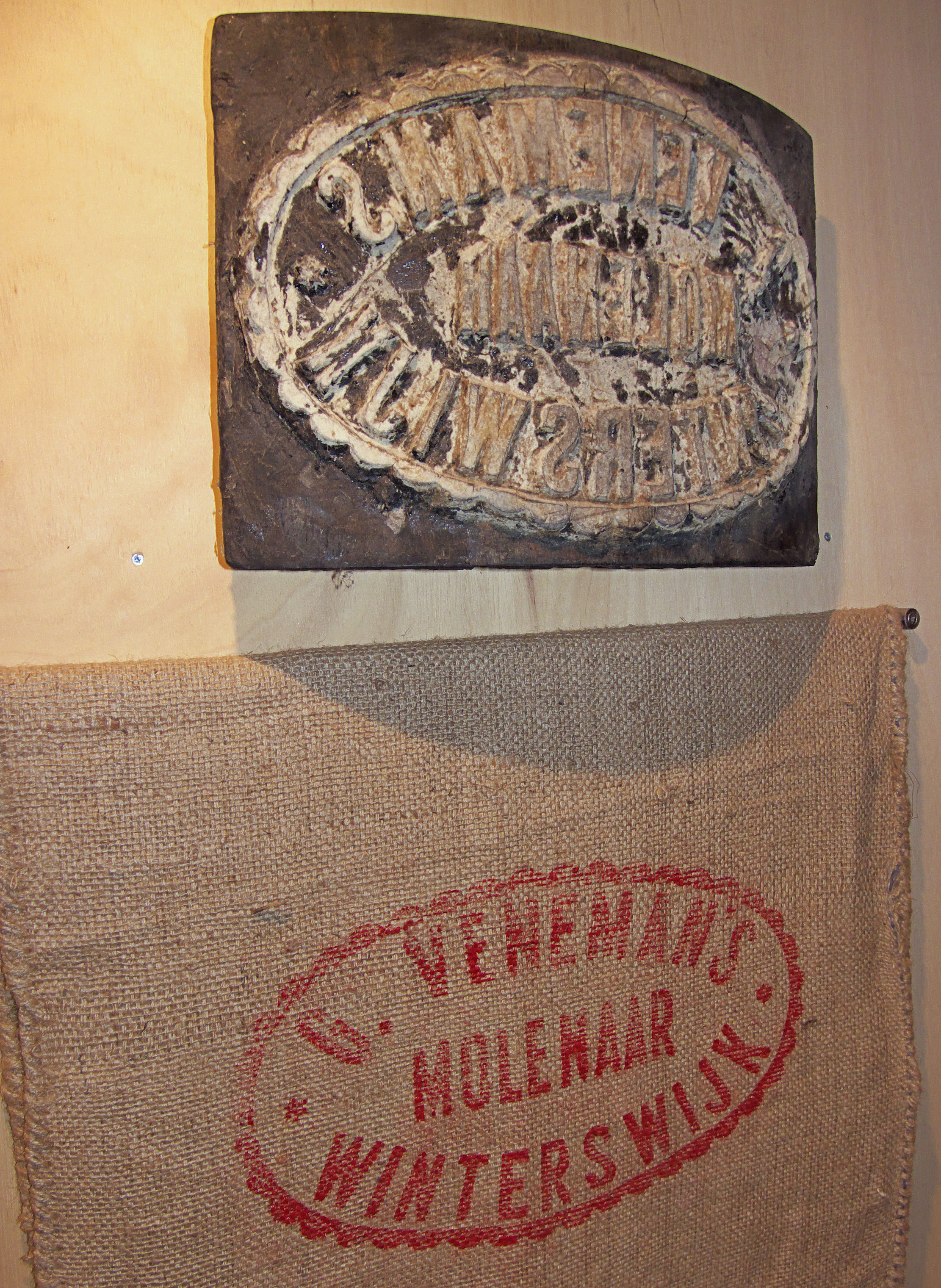
Zakkenstempel

Een handstempel is een werktuig waarmee gelijkvormige afdrukken op papier en andere materialen met een vlak en enigszins absorberend oppervlak kunnen worden geplaatst. Het plaatsen van stempelafdrukken heet stempelen. Het woord stempel duidt zowel het apparaat als de daarmee gemaakte afdruk aan. Wel is er verschil in het woordgeslacht: het apparaat is de stempel, de afdruk het stempel.

## Geschiedenis
Stempels worden al sinds mensenheugenis gebruikt. Daarvan getuigen vondsten die gedaan werden in antieke grafkamers. Lange tijd werden er ook stempels gebruikt om patronen op textiel aan te brengen. De techniek van het stempelen wordt sjabloneren genoemd. 

## Techniek
Een handstempel bestaat veelal uit een rubberen vlak met daarop in spiegelbeeld de af te drukken tekst en/of afbeelding. Deze kan in het stempel gesneden zijn of er door middel van fotografische technieken in geëtst. Het rubber is bevestigd op een blok van hout of kunststof, dat zo is vormgegeven dat het gemakkelijk te hanteren is. Datumstempels zijn ingewikkelder van opbouw, omdat de datum moet kunnen worden gewijzigd. Een datumstempel waarop de jaren als een reeks vaste viercijferige getallen zijn aangebracht (bijvoorbeeld 2000 t/m 2012) heeft een beperkte levensduur. Bij sommige datumstempels kunnen de (twee of vier) cijfers van het jaar echter onafhankelijk van elkaar worden ingesteld. Afgezien van slijtage hebben deze dus een onbeperkte levensduur. De maanden zijn meestal tot drie letters afgekort, maar kunnen ook uit twee afzonderlijk instelbare cijfers bestaan. Een datumstempel kan zodoende zes of acht rijen met onderling onafhankelijke cijfers hebben.
De inkt die met het stempel op het papier wordt aangebracht, bevindt zich in een stempelkussen. Sommige handstempels zijn voorzien van een ingebouwd stempelkussen; andere uitvoeringen, met name datumstempels, maken gebruik van een los stempelkussen.

## Gebruik
Handstempels kunnen voor allerlei doeleinden worden gebruikt, maar in de boekhouding van veel bedrijven worden ze vooral gebruikt om snel op een document aan te geven op welke datum het is ontvangen, of om een rekening als betaald te markeren. Verder werden ze gebruikt in het openbaar vervoer om plaatsbewijzen af te stempelen. In de tijd van de strippenkaart werd een op een numeroteur lijkend type stempel gebruikt waarbij zonenummer, weeknummer en dag van de week moesten worden ingesteld voordat er kon worden gestempeld.
De stempelafdrukken die de meeste mensen het vaakst onder ogen krijgen, zijn die welke door de posterijen op postzegels worden geplaatst om ze te ontwaarden. Deze stempels zijn echter zelden met een handstempel geplaatst. Het stempelen gebeurt tegenwoordig vrijwel altijd met een stempelmachine.
Ook in de beeldende kunst worden stempels gebruikt. Kunstenaars maken vaak hun eigen stempels. In de kunststromingen Fluxus en mail art zijn vele voorbeelden te vinden. Voor een ex libris werden en worden vaak kunstige stempels gesneden. Dit wordt als een vorm van prentkunst beschouwd.

## Numeroteurs
Een numeroteur is een handstempel waarmee documenten doorlopend kunnen worden genummerd. Men moet eerst de numeroteur instellen op een bepaald nummer waarna dit na elke stempeling automatisch wordt opgehoogd. Numeroteurs hebben een ingebouwd stempelkussen.

## School en onderwijs
Vroeger werden ook stempels gebruikt voor op school, in de klas. Er waren bijvoorbeeld topografische stempels. De leerkracht stempelde een landkaart op papier, zodat de leerlingen de plaatsnamen en rivieren erin konden tekenen en kleuren.

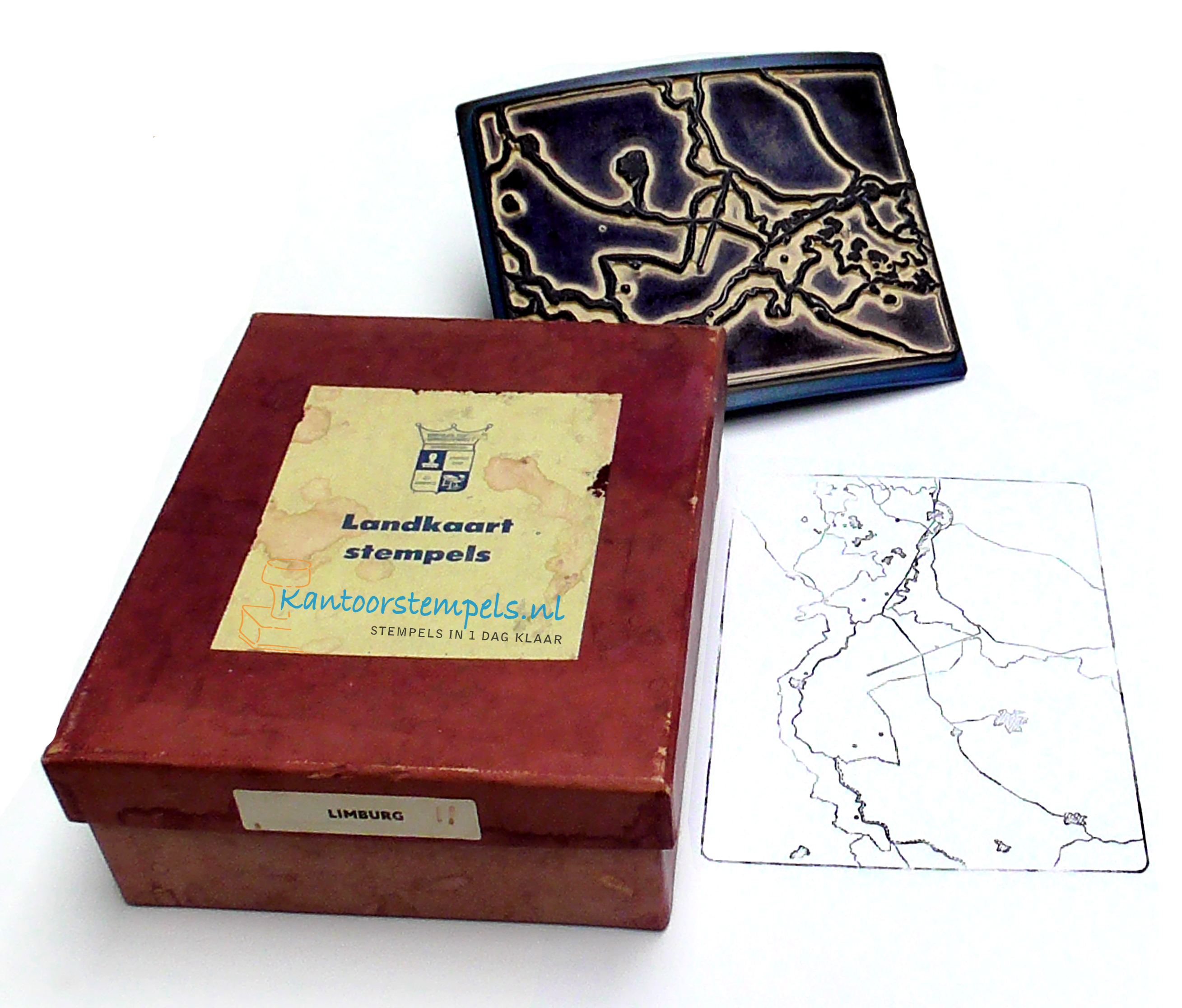
Deze stempels met landkaart werden vroeger op de basisschool gebruikt